# Valī Beyklū
Valī Beyklū (persiska: وَلی بِيگلو, ولی بيکلو, Valī Beyglū) är en ort i Iran.   Den ligger i provinsen Ardabil, i den nordvästra delen av landet, 500 km nordväst om huvudstaden Teheran. Valī Beyklū ligger 403 meter över havet och antalet invånare är 218.
Terrängen runt Valī Beyklū är huvudsakligen kuperad. Valī Beyklū ligger nere i en dal. Runt Valī Beyklū är det ganska tätbefolkat, med 58 invånare per kvadratkilometer. Närmaste större samhälle är Abīsh Aḩmad, 17,5 km väster om Valī Beyklū. Trakten runt Valī Beyklū består i huvudsak av gräsmarker.